# Apolemichthys arcuatus
El pez ángel bandido (Apolemichthys arcuatus) es una especie de pez de la familia Pomacanthidae. Se encuentran en las islas Johnston, en Hawái y en el Océano Pacífico centro oriental.

## Características
Se encuentran en aguas poco profundas, entre los 20 metros y los 50 metros de profundidad, cerca de los arrecifes de coral, tienen un llamativo color beige y  blanco nacarado, con una franja negra alargada que separa ambos colores, tienen un total de 24 vértebras, su cuerpo es fuertemente comprimido, la longitud máxima es de 18 centímetros, se alimentan principalmente de esponjas, de algas y de huevos no identificados.

## Sinónimos
- Desmoholacanthus arcuatus (Gray, 1831)
- Holacanthus arcuatus (Gray, 1831)